# (4477) Kelley
(4477) Kelley – planetoida z grupy pasa głównego asteroid okrążająca Słońce w ciągu 3 lat i 113 dni w średniej odległości 2,22 j.a. Została odkryta 28 września 1983 roku w Narodowym Obserwatorium Astronomicznym Rożen. Nazwa planetoidy pochodzi od Michaela Shawna Kelleya (ur. 1958), szefa programu Planetary Science Division należącego do NASA. Przed jej nadaniem planetoida nosiła oznaczenie tymczasowe (4477) 1984 GR. 